# Maílson da Nóbrega
Maílson Ferreira da Nóbrega (Cruz do Espírito Santo, Paraíba, 14 de mayo de 1942), es economista brasileño. Fue ministro de Hacienda en el gobierno de José Sarney, durante el período de hiperinflación en finales de los años 1980. Está casado y tiene cinco hijos.

## Carrera profesional
Funcionario del Banco de Brasil desde 1963, Nóbrega se graduó en economía en 1974 en el "Centro de Ensino Universitário de Brasília" (CEUB). A finales de los años 1970, comenzó una carrera en el Ministerio de Hacienda y después de haber tenido varios cargos importantes, fue nombrado Ministro de Hacienda el 6 de enero de 1988, tras la renuncia de Luiz Carlos Bresser Pereira.

### En el Ministerio de Hacienda
Al asumir el cargo, Nóbrega dijo que no descuidaría "en ningún momento, del control de la inflación", que no habría paquete económico o "medidas heroicas" y trataría de renegociar la deuda externa brasileña con los acreedores internacionales, en condiciones tan favorables como las obtenidas por México. Sin embargo, rápidamente se hizo evidente que no sería capaz de cumplir con cualquiera de estas promesas. Ya el 2 de febrero de 1988, el entonces senador Fernando Henrique Cardoso cuestionaba en el Congreso la reanudación de los pagos de la deuda externa (después de la moratoria de 1987), sin un acuerdo definitivo firmado con los acreedores. Por último, el 23 de agosto de 1988, Brasil alcanzó un acuerdo con el FMI, por el cual recibiría un aporte de 1,4 mil millones de dólares (de los cuales ha recibido de hecho, US$ 477 millones).
Nóbrega había declarado que haría una política económica "arroz con frijoles", sin "soluciones milagrosas", haciendo solamente ajustes puntuales para evitar la hiperinflación. Sin embargo, el año de 1987 que había terminado con una inflación acumulada de 415,87%, fue superado en gran medida por el índice de 1.037,53% a finales de 1988. Quedó claro que, una vez más, el gobierno Sarney tendría que recurrir a otro "paquete económico heterodoxo". Eso ocurrió efectivamente el 15 de enero de 1989, y fue nombrado Plan Verano.

#### El Plan Verano
El paquete económico conocido como Plan Verano fue el cuarto y último del gobierno Sarney, y tenía como principal objetivo controlar la escalada de la inflación en un año electoral. Para esto se creó una nueva moneda, el cruzado novo (por valor de 1000 cruzados antiguos), hubo una devaluación de un 17% de la moneda nacional frente al dólar, y los precios y salarios se congelaron. Al igual que sus predecesores, el Plan Verano resultó ser un fracaso casi completo. Maílson da Nóbrega admite que no se cumplieron sus objetivos, pero que otras medidas que deberían haberse adoptado para que el plan tuviera éxito, no fueron aprobadas por el Congreso brasileño. Entre ellos, el despido de funcionarios sin estabilidad, la extinción de organismos públicos y un amplio programa de privatizaciones. Estas medidas fueron adoptadas posteriormente en los gobiernos neoliberales de Fernando Collor de Mello y Fernando Henrique Cardoso, aunque no han demostrado ser especialmente eficaces en la reducción del déficit público.
Además de su inocuidad como una herramienta para controlar la inflación, se alega que el Plan Verano y similares (Plan Bresser de 1987, Plan Collor 1, de 1990 y Collor 2, 1991), han causado daños a las personas que en la época tenían cuentas de ahorro, ya que los índices de ajuste por inflación fueron alterados. Para el Plan Verano, las pérdidas se estiman en 20,37% de los ingresos en febrero de 1989. Sin embargo, la Confederación Nacional del Sistema Financiero brasileño no solo cuestiona la idea de que los ahorradores fueron perjudicados, como afirma que las instituciones financieras no se apropiaron del dinero no acreditado en las cuentas de los clientes, ya que el exceso de liquidez se recoge obligatoriamente al Banco Central. Se espera que la Corte Suprema brasileña (STF) evalúe el caso este año (2013) y establezca se hubo daños - y quién pagará por ellos.

### Consultorías
El año de 1989 vería la hiperinflación alcanzar la marca histórica de 1.782,85%. En marzo de 1990, el presidente electo, Fernando Collor de Mello, tomó juramento a la nueva ministra de Hacienda, Zélia Cardoso de Mello. Poco después de dejar el cargo, Maílson da Nóbrega se trasladó a São Paulo, donde comenzó casi inmediatamente a trabajar como consultor financiero (no había un período de "cuarentena" para las autoridades recién salidas de cargos ministeriales). Con uno de sus antiguos subordinados, Claudio Adilson Gonçalez, y Celso Luiz Martone, formó la "MCM Consultores Associados", de la cual sería parte hasta 1995.
En 1997, Maílson da Nóbrega comenzaría la estructuración de la empresa de consultoría "Tendências Consultoría Integrada", junto con Nathan Blanche y Gustavo Loyola, expresidente del Banco Central (y exsocio de la MCM). La experiencia de ambos en el área pública hizo que Tendências (al lado de MCM) se convirtiese en una de las principales consultorías económicas brasileñas, entre cuyos clientes figuran grandes "jugadores" del mercado financiero e instituciones operando con inversiones especulativas de alto riesgo, conocidas informalmente como "fondos tarja negra". En enero de 1999, con base en los informes de MCM y Tendências, que habían previsto una devaluación del real solo en febrero, los "tarjas negras" Marka y FonteCindam fueron a la bancarrota - aunque habían recibido un considerable paquete de ayuda del Banco Central, presidido por Francisco Lopes. En lo que se ha convertido en uno de los mayores escándalos financieros del gobierno de Fernando Henrique Cardoso, se demostró que la sola presencia de exautoridades financieras en una consultoría, no era garantía de ganancias.
Sin embargo, el caso Marka/FonteCindam no afectó el prestigio de Maílson da Nóbrega o de su consultoría. Columnista de la "Folha de S. Paulo" desde 1998, en 2000 se trasladaría al "O Estado de S. Paulo", y desde 2005 comienza a escribir quincenalmente para la revista semanal "Veja". En 2012, sin dejar de ser socio de Tendências y uno de los oradores más solicitados en Brasil (cerca de 90 presentaciones al año, sobre todo en el análisis de la situación política y económica), Maílson da Nóbrega era también miembro del consejo de administración de siete empresas en Brasil y en el exterior (entre ellas, Grendene, TIM, Rodobens y Cosan).

## La película
En el año 2013, dirigido por Louise Sottomaior, fue lanzado el documental O Brasil Deu Certo. E Agora?. Concebido por Maílson da Nóbrega, la película trata de la consecución de la estabilidad política y económica en Brasil y los desafíos para el crecimiento del país. Con el testimonio de tres ex presidentes de la república (Sarney, Collor y FHC), siete expresidentes del Banco Central y 13 exministros, no contó con la presencia del expresidente Lula da Silva, la actual presidenta, Dilma Rousseff, el exministro de Hacienda, Antonio Palocci o el corriente, Guido Mantega. Según Maílson, todos fueron invitados, pero optaron por no participar.

## Obras publicadas
- 2010 - Maílson da Nóbrega, Louise Z. Sottomaior e Josué Leonel. Além do feijão com arroz (autobiografía). Editora Civilização Brasileira.
- 2005 - Maílson da Nóbrega – O futuro chegou: instituições e desenvolvimento no Brasil. Editora Globo.
- 2000 - Maílson da Nóbrega –  O Brasil em Transformação. Editora Infinito